# Angelic bright
「Angelic bright」（エンジェリック・ブライト）は、彩音の楽曲。志倉千代丸が作詞・作曲を手掛けた。彩音の13枚目のシングルとして2010年3月10日に5pb.Recordsから発売された。

## 解説
DS用ゲームソフト『ひぐらしのなく頃に絆 第四巻・絆』の主題歌。初回特典には、B2サイズの『ひぐらしのなく頃に絆』の描き下ろしポスターが付属された。
カップリングの「ただ流るるままに」は、同ゲームソフト内で使用されたカップリング曲である。「ひぐらしのなく頃に絆・第四巻 絆」のプロモーションビデオでは「Angelic Brights」との表記があるが正しくは「bright」である。ジャケットでは、刀を引き抜こうとしている羽入の様子が描かれている。

## チャート成績
オリコン週間チャートで初登場40位を獲得し、初動売上は1,670枚を記録した。チャート登場回数は3回、累計2,538枚のセールスを記録した。

## 収録曲
（全作詞・作曲：志倉千代丸）
1. Angelic bright [5:04]
編曲：磯江俊道
  - DS用ゲームソフト『ひぐらしのなく頃に絆 第四巻 祭囃し編 / 澪尽し編』主題歌
2. ただ流るるままに [4:37]
編曲：川越好博
  - DS用ゲームソフト『ひぐらしのなく頃に絆 賽殺し編 / 言祝し編』主題歌
3. Angelic bright （off vocal）
4. ただ流るるままに （off vocal）